# تصميم نظام ملفات فات
تصميم نظام ملفات فات (بالإنجليزية: Design of the FAT file system)‏، نظام الملفات فات (FAT) هو اختصار جدول توزيع الملف (File Allocation Table) وهو نوع معين من أنواع بنية نظم ملفات الكمبيوتر وعائلات أنظمة الملفات المتوافقة مع معايير الصناعة.
نظام الملفات فات هو نظام ملفات إرثي (legacy) وبسيط وقوي،

## لمحة فنية
اسم هذا النظام الملفات نشأ من الاستخدام البارز والواضح لجدول الفهرسة (Index Table) في نظم الملفات،

## تخطيطه
(بالإنجليزية: Layout)‏
| المحتويات       | قطاع الإقلاع            | قطاع البيانات لنظام الملفات (لـ فات 32 فقط) | قطاعات محجوزة أكثر (اختياري) | جدول توزيع الملف واحد                                         | جدول توزيع الملف اثنين (شرطي)                                 | جذر الدليل (لـ فات 12 \فات 16 FAT12/FAT16 فقط) | منطقة البيانات (للملفات والأدلة) (إلى نهاية القسم أو القرص) |
| الحجم بالقطاعات | (عدد القطاعات المحجوزة) | (عدد القطاعات المحجوزة)                     | (عدد القطاعات المحجوزة)      | عدد الـ فات (number of FATs) * قطاع لكل فات (sectors per FAT) | عدد الـ فات (number of FATs) * قطاع لكل فات (sectors per FAT) | (عدد مدخالات الجذر*32) / (عدد البايت لكل قطاع) | (عدد الكلستر) * (القطاعات لكل كلستر)                        |

## منطقة القطاعات المحجوزة
(بالإنجليزية: Reserved sectors area)‏

### قطاع الإقلاع
(بالإنجليزية: Boot Sector)‏
| (Byte Offset) | الطول (بالبايت) | وصف |
| ------------- | --------------- | --- |
| 0x000         | 3               | أمر للقفز (Jump Instruction)، إذا كان القطاع التمهيد له توقيع فعال في الوحدتين الأخيرتين (last two bytes) في قطاع التمهيدي (boot sector) (تم اختباره مع معظم محملات الإقلاع (boot loader) الموجود في البيوس (BIOS) أو في سجل الإقلاع الرئيسي (MBR) |
| تابع وأكمل    |                 | |